# Tomáš Klinecký
Tomáš Klinecký (* 6. června 1980 Praha) je český politik, advokát a podnikatel, od roku 2024 zastupitel Středočeského kraje, od října 2022 starosta města Český Brod na Kolínsku (v letech 2014 až 2022 zde působil jako místostarosta města), člen TOP 09.

## Život
Do roku 2002 žil v Říčanech, kde absolvoval základní školu, gymnázium a základní uměleckou školu. Byl členem skautů i Ligy lesní moudrosti. Od roku 2002 žije v Českém Brodě, kde se s rodinou věnuje obnově historického pivovaru, a kde se v roce 2018 začalo opět po více než 50 letech vařit pivo.
Po vystudování Právnické fakulty Univerzity Karlovy nastoupil do menší pražské advokátní kanceláře a v roce 2007, po půlročním pobytu v Austrálii, do advokátní kanceláře se sídlem v Brně. Od roku 2011 je samostatným advokátem v Českém Brodě, kde provozuje tzv. generální praxi. Věnuje se občanskému a trestnímu právu, právu nemovitostí a rodinnému právu.
Je svobodný, se svou přítelkyní žije od roku 2007.

## Politické působení
Poprvé kandidoval v komunálních volbách v roce 2014 jako lídr kandidátky a následně byl zvolen místostarostou Českého Brodu. Ve volbách v roce 2018 znovu vedl kandidátku „TOP 09 a nezávislí“. S programem zaměřeným na aktivní život ve městě, místo pouhého přespávání, nejen že mandát obhájil, ale dokonce se stal největším krajským „skokanem“ v měřítku nárůstu volební podpory. TOP 09 v Českém Brodě získala dvojnásobek mandátů oproti minulým volbám a Tomáš Klinecký se tak stal jediným uvolněným místostarostou Českého Brodu. V říjnu 2022 byl zvolen starostou města.
Je rovněž od roku 2017 krajským místopředsedou TOP 09 a krajským garantem tematického okruhu doprava.
Ve volbách do Senátu PČR v roce 2020 kandidoval jako koaliční kandidát TOP 09, hnutí HLAS a Zelených v obvodu č. 42 – Kolín. Se ziskem 10,28 % hlasů skončil na 5. místě a do druhého kola nepostoupil.
V roce 2020 neúspěšně kandidoval ve volbách do Zastupitelstva Středočeského kraje, a to v rámci subjektu „Spojenci pro Středočeský kraj – TOP 09, Hlas, Zelení“, tuto kandidaturu dle svých slov vnímá spíše jako podporu koaličního projektu. Zvolen byl až ve volbách v roce 2024, a to jako člen TOP 09 na kandidátce subjektu „SPOLU (ODS + TOP 09 + KDU-ČSL)“.